# Hathor (godin)
Hathor ("Huis van Hor(us)") is een moedergodin in de Egyptische mythologie, "moeder van de moeders" en "moeder van de goden" genoemd. Ze is zowel de moeder als de dochter van de zonnegod Ra. Het woord 'huis' werd in de oud-Egyptische cultuur overdrachtelijk gebruikt voor het moederlichaam, dat symbolisch als een vat werd beschouwd, in dit geval "alomvattend".
Zij werd in haar oudste vorm daterend van de 27e eeuw v.Chr. afgebeeld in de vorm van een koe, later soms ook met een leeuwenkop in associatie met haar verschrikkelijke aspect Sekhmet. Haar solaire aspect werd duidelijk door de zonneschijf tussen haar koehorens. Ze was het 'zonne- of maanoog'. Ze was 'koningsgodin' en beschermster bij geboorte. Soms had zij twee gezichten, een dat vooruit keek en het andere dat terugkeek. In later tijd kreeg Hathor hoe langer hoe meer attributen van de troongodin Isis en werd met haar vereenzelvigd. Isis-Hathor (de vereniging van Hathor en Isis) was de meest populaire godin van heel Egypte. Deze godin was een toonbeeld van liefde, schoonheid, vreugde, macht, regeneratie en moederschap. Ze was een godin die vele associaties had en dus veel invloed, zij was de ultieme godenkoningin. Door haar verschillende eigenschappen kon ze met bijna elke godin worden verbonden en op verschillende manieren verschijnen. 
Haar belangrijkste cultusplaats was Dendera.

## Functie

### Slangen- en moedergodin
Het "Huis van Hor" bestond voor er ook nog maar iets geschapen was. Haar eerste vorm was die van een slang. Op zeker moment is zij erg vertoornd en dreigt ermee de hele schepping te vernietigen en haar oorspronkelijke vorm van slangengodin weer aan te nemen. Slangen zijn overal rond het Middellandse Zeegebied de oervorm van de Moedergodin, omdat zij het eeuwig leven symboliseren en de vruchtbaarheid en wijsheid. Haar functie is die van Oerslang. Naast de slang wordt zij ook geassocieerd met de koe.
In archaïsche tijden waren er honderden godinnen in het polytheïstische Egypte, die langs de hele loop van de Nijl werden vereerd. Een publicatie van de hiërogliefen hierover alleen al besloeg ooit drieduizend pagina's. Geleidelijk aan ging men deze groeperen onder gemeenschappelijke namen, aangezien de functie en eigenschappen meestal grotendeels overeenkwamen, een evolutie in de richting van monotheïsme.

### Koegodin
Als hemelse koegodin is Hathor de moeder van de zonnegod Ra, de oergod van de Enneade (het negental goden). Ze geldt bovendien, als Oog van Ra, ook als Ra's dochter. De vier poten van de grote koe, zijn de 'hemelsteunen' op de vier hoeken van de wereld. Haar gevlekte buik is bezaaid met de sterren van het hemelgewelf. De luchtgod Sjoe knielt onder de buik van de hemelkoe om haar met opgeheven armen overeind te houden. Volgens het Boek van de Hemelkoe, worden haar vier poten ondersteund door de acht Heh-goden, de Ogdoade of acht oergoden van Hermopolis Magna. De vier zonen van Horus worden ook met de vier hemelsteunen verbonden. Meestal is Hathor de lieflijke koe, die zich boven ons verheft. Later wordt zij vereerd als beschermster van alles wat het menselijk leven opvrolijkt: liefde, seks, zang, dans, dronkenschap en feest.

### Voedster van Horus
Hathor is in de gehele geschiedenis van Egypte onder deze naam populair geweest. Zelfs toen tegen 1400 v.Chr. Achnaton poogde definitief het monotheïsme te vestigen onder de ene god Aton, bleek de grote godin niet uit het leven van de Egyptenaren te bannen. Zij was ook de voedster van de jonge god Horus in de mythe van de geboorte van Horus. De papyrus was aan haar gewijd samen met de schrijfkunst en de landbouw. Zij was de Vrouwe van het Westen en begroette de overledene in de onderwereld.

### Oog van Ra
Zij was ook de belichaming van het Oog van Ra (het alziend oog als teken van wijsheid) en in de mythe over de vernietiging van de mensheid door Hathor in het Boek van de Hemelkoe liet zij zich in haar verschijning als de leeuwin Sekhmet ook van haar vernietigende kant zien.

### Vrouwe van Turkoois
Hathor was ook de "Vrouwe van Turkoois" of "De blauwe godin". Mineralen zijn eigendom van de aarde, dus van de Moedergodin. Deze halfedelsteen werd in de Sinaï gedolven en in Serabit el-Khadim zijn resten van een tempel die aan haar gewijd is.

### Vrouwe van Vreemde Landen
Het buitenland werd in het algemeen als het domein van Hathor gezien en de schatting die uit den vreemde aan Egypte betaald werd was een "geschenk van de Vrouwe van Vreemde Landen". 

### Meesteres van de Levensboom
Ten slotte was Hathor "de Meesteres van de Levensboom", die vertegenwoordigd werd door de wilde vijgenboom, volgens een inscriptie op een triadebeeld van haar dat in Gizeh is gevonden, waar deze sacrale boom werd vereerd. Ook de veel latere Romeinse godin Diana werd in de buurt van een boom afgebeeld.

## Attributen
De meeste afbeeldingen tonen een jeugdige vrouw met als kenmerkende attributen de dikke gierenpruik met lange koehorens op het hoofd met daartussen de zonneschijf. De Hathorkoe heeft de zonneschijf tussen haar horens, zoals de hemel de zon draagt. Later worden de koehorens ook gebruikt als de kenmerkende kroon van Isis, een universele moedergodin die met Hathor is verbonden. Zij heeft de staf ter hand, de medustok, die aangeeft dat zij degene is die mag spreken ('het voor het zeggen heeft'), en in de andere hand draagt zij een anchteken, symbool van voorspoed en vruchtbaarheid (dat mogelijk is afgeleid van de vorm van een peniskoker). Op het voorhoofd en zelfs op de hoofdtooi zelf ontbreekt meestal de uraeus cobra niet, het symbool dat herinnert aan de oervorm van de scheppingskracht, de slang.

## Cultus
De voorloopster van deze godin was Ua Zit.
Haar cultus had plaats in het oude Egypte, de Sinaï en Kanaän.
Ter ere van Hathor werd het Festival van Dronkenschap gehouden.
In Dendera staat nog een aan haar gewijde tempel. Op deze plaats was al in predynastische tijden een schrijn aan haar gewijd. Choefoe herbouwde de schrijn. Cleopatra staat er afgebeeld met haar zoontje (bij Caesar) Caesarion. In het oude Egypte waren maar drie bedevaartsoorden voor genezing. Een ervan is de tempel van Hathor waar ook geneeskunde werd beoefend.
Door de loop der eeuwen voegden vele koningen hun eerbewijzen toe, tot aan Ramses II die voor zijn vrouw Nefertari (19e dynastie) een tweede tempel van Aboe Simbel voor haar bouwde.
De priesteressen van Hathor werden „Hathore“ genoemd. Hathoren beheersten dans, zang en muziek, en de naam gold later ook voor "wijze vrouwen" en profetessen die aan de tempel waren verbonden. Zo raadpleegde bijvoorbeeld ook de farao Choefoe een Hathore als persoonlijke profetes, de priesteres van Hathor en Neith, Hetepheres.
Ook in Deir el-Medina werd in het Nieuwe Rijk Hathors cultus erg populair. Daar werd zij onder andere vereerd in haar vorm als Meretseger, de slangengodin. Er zijn nog restanten van de originele tempel die later ommuurd werd en een tijd als christelijke kerk dienstdeed.
Ook in Nubië werd zij vereerd, onder andere in Aboe Simbel. En in Byblos zijn resten gevonden van een tempel die op fundamenten van voor de 28e eeuw v.Chr. stond en die aan Hathor was gewijd.
De cultus van Hathor werd ten slotte opgenomen in die van Isis in de latere tijd aan wie zij werd gelijkgesteld.

## Galerij

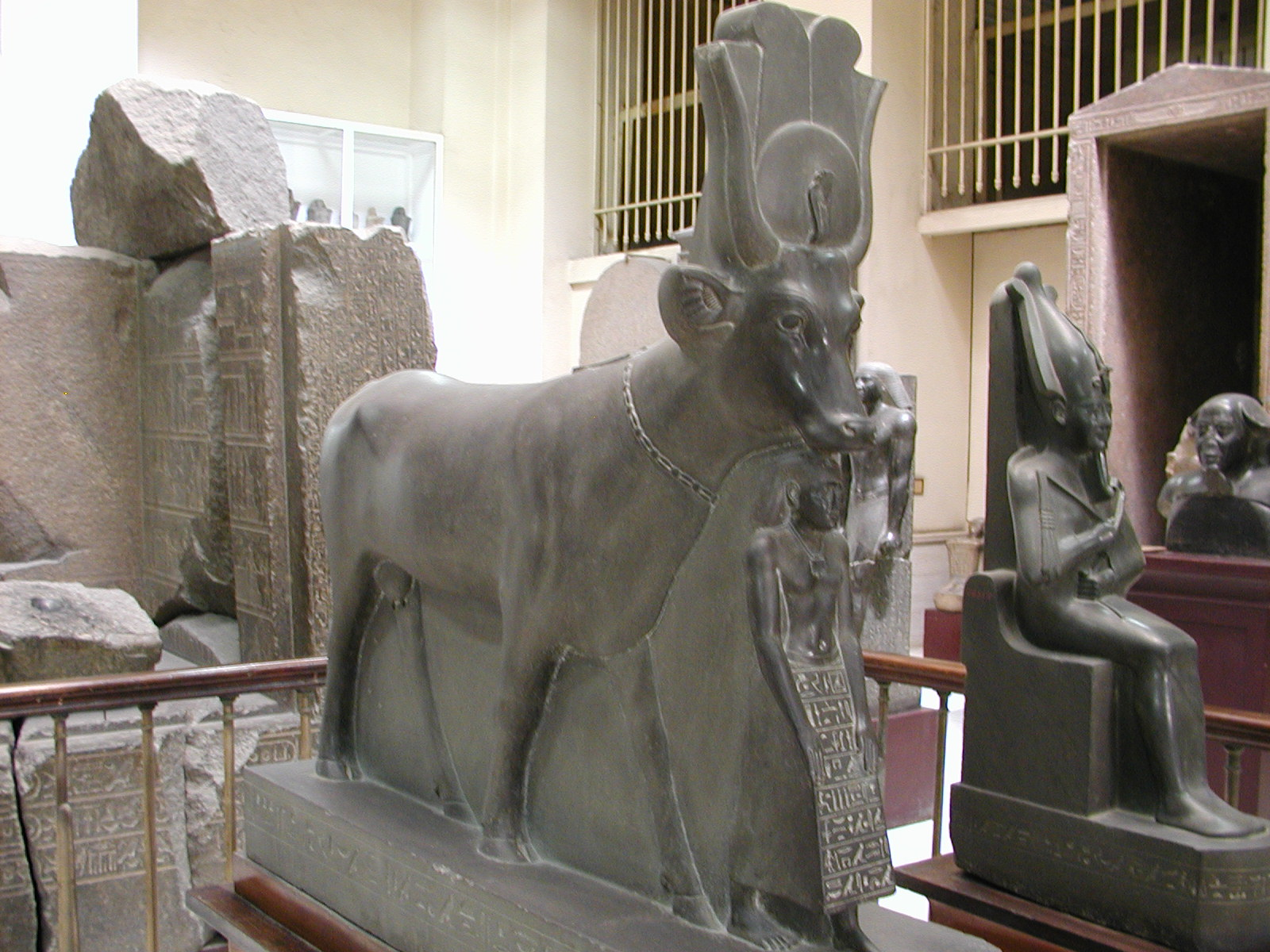
Hathor in het museum van Caïro
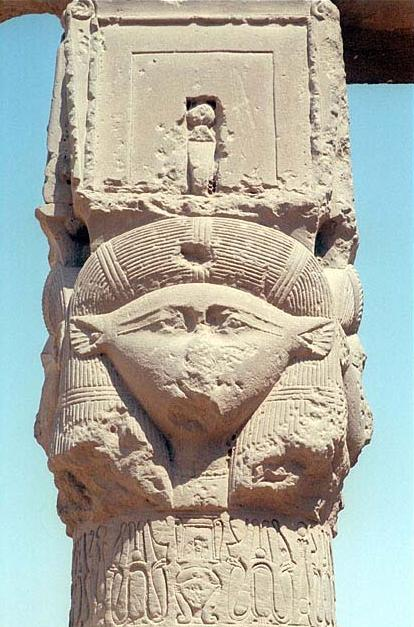
Hathor in Dendera
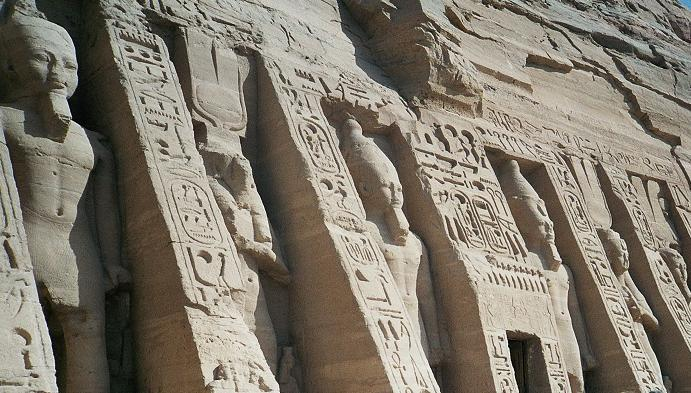
Nefertari en Hathor Tempel, Aboe Simbel